# Maison de la Société pour l'embellissement de Vračar
La maison de la Société pour l'embellissement de Vračar (en serbe cyrillique : Дом Друштва за улепшавање Врачара ; en serbe latin : Dom Društva za ulepšavanje Vračara) est située à Belgrade, la capitale de la Serbie, dans la municipalité urbaine de Vračar. Construite en 1902, elle est inscrite sur la liste des biens culturels de la Ville de Belgrade.

## Présentation

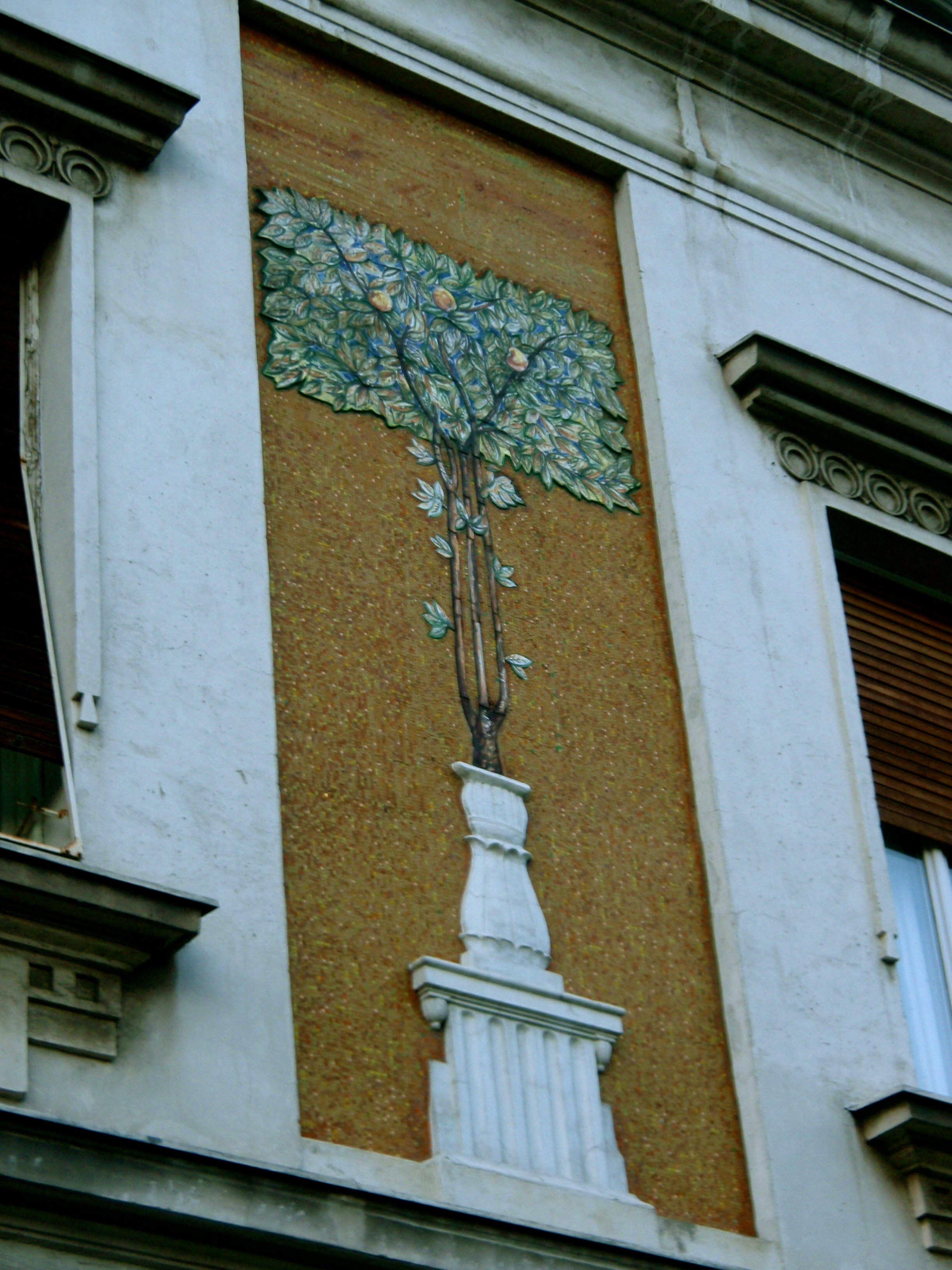
Détail de la façade

La maison de la Société pour l'embellissement de Vračar, située 1 rue Njegoševa, a été construite en 1902 d'après un projet de l'architecte Milan Antonović. Dotée d'un étage, elle a été conçue à des fins résidentielles et commerciales. Cette maison, qui possède encore une structure d'ensemble académique a été l'une des premières de la Belgrade à intégrer des éléments Art nouveau ; ces éléments sont particulièrement visibles au niveau de l'attique, de l'escalier intérieur avec des rambardes en fer forgé ou encore du motif central peint sur la façade. L'avancée centrale traditionnelle est remplacée par une composition en mosaïque surmontant l'entrée. Les avancées latérales, peu accusées, sont séparées du reste par des pilastres et des motifs peints rappelant ceux de la mosaïque centrale. Des motifs plastiques apparaissent à leur place traditionnelle dans le style académique : autour des fenêtres, sur les chapiteaux, au niveau de l'attique ; mais ils représentent des motifs figuratifs, floraux ou géométriques stylisés.
La maison a été achetée par la Société d'embellissement de Vračar, fondée en 1884. La Société a occupé la maison dès l'achèvement de sa construction et elle lui a servi de siège jusqu'en 1941, année de sa dissolution.